# Синапсиди
Синапсидите (Synapsida) са група животни, която включва бозайниците, както и всяко друго животно, по-тясно свързано с бозайниците, отколкото с другите членове на амниотите, такива като сауропсидите (влечуги и птици). Синапсидите са еволюирали от базални амниоти преди около 312 млн. години, през периода на късния карбон.
Синапсидите са най-големите сухоземни гръбначни животни през пермския период, преди 299 до 251 млн. години, въпреки че някои от по-големите пареазаври в края на периода са ги съпоставяли по размер. Техният брой и разнообразие са били силно намалени от пермийско-триасовото измиране. Към момента на изчезването в края на перм всички по-стари форми на синапсиди (известни като пеликозаври) вече са изчезнали, като са били заменени от по-модерните терапеиди.